# Acacia leptophleba
Acacia leptophleba är en ärtväxtart som beskrevs av George Bentham. Acacia leptophleba ingår i släktet akacior, och familjen ärtväxter. Inga underarter finns listade i Catalogue of Life.